# Approssimante laterale alveolare velarizzata
La approssimante laterale alveolare velarizzata è una consonante, rappresentata con il simbolo [ɫ] nell'alfabeto fonetico internazionale (IPA). 

## Caratteristiche
La consonante laterale alveolare sonora presenta le seguenti caratteristiche: 
- il suo modo di articolazione è laterale, perché questo fono è dovuto all'occlusione della parte centrale del canale orale (la bocca), che costringe l'aria a passare dai lati;
- il suo luogo di articolazione è alveolare e velare, perché nel pronunciare tale suono la punta della lingua si accosta agli alveoli dei denti incisivi superiori;
- è una consonante sonora, in quanto questo suono è prodotto con la vibrazione delle corde vocali.

Nella fonologia generativa tale fonema è formato dalla sequenza dei tratti: +coronale, +anteriore, +consonantico, +sonorante, +sonoro.

## In italiano
Tale suono può esistere nella lingua italiana come variante allofona quando la lettera ⟨l⟩ si trova fra una velare (/k/ o /ɡ/) e una vocale posteriore (/o/, /ɔ/ oppure /u/) come in "glottologia" [gɫottolo'ʤia], ed è sistematicamente presente in alcune varianti regionali.

## In latino
Nella lingua latina classica, secondo la pronuncia restituita, la /ɫ/ era riconosciuta come fonema dalla lettera "L" ed era nota come "l plenus" o "l pinguis" (L piena), in contrapposizione alla /l/, nota come "exilis".
La laterale velarizzata in Latino occorreva quando la lettera L era in posizione interconsonantica o a fine parola, mentre nelle altre istanze la "exilis" era invece impiegata.
- flamen /fɫamɛn/
- nihil /niɦiɫ/

## In Inglese
Nella lingua inglese americana, questa consonante è un fonema rappresentato dalla lettera L, che si contrappone a /l/ quando si trova in posizione interconsonantica o finale di parola. 
In questa lingua è nota come "L oscura" (Dark L) mentre l'altra "L chiara" (Light L) .
- full [fuuɫ]